# 特雷加朗泰克
特雷加朗泰克（法語：Trégarantec，法語發音：[tʁeɡaʁɑ̃tɛk]）是法国菲尼斯泰尔省的一个市镇，位于该省北部，属于布雷斯特区。

## 地理
特雷加朗泰克（48°33'4"N, 4°17'39"W）面积5.21 平方千米，位于法国布列塔尼大區菲尼斯泰尔省，该省份为法国最西部的省份，位于布列塔尼半岛西部，北西南三面环大西洋，东临阿摩尔滨海省和莫尔比昂省。
与特雷加朗泰克接壤的市镇（或旧市镇、城区）包括：普卢达涅勒、圣梅昂。
特雷加朗泰克的时区为UTC+01:00、UTC+02:00（夏令时）。

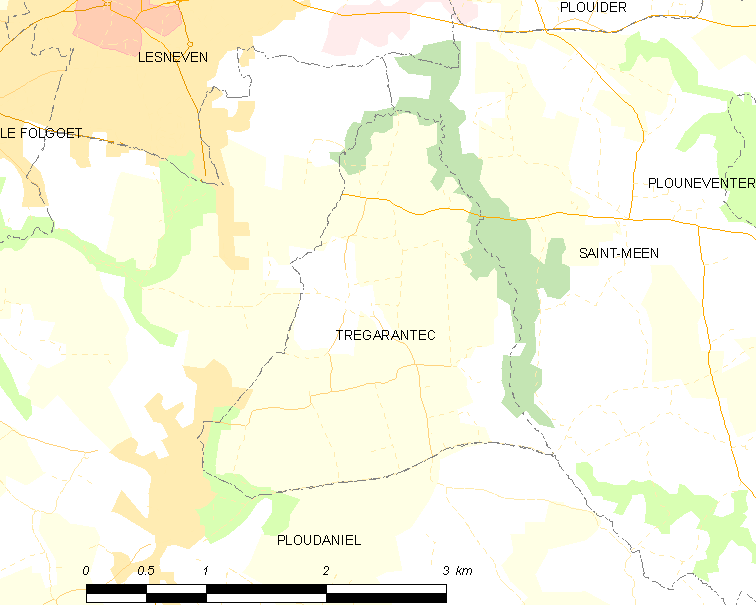
特雷加朗泰克的OSM定位图

## 行政
特雷加朗泰克的邮政编码为29260，INSEE市镇编码为29288。

## 政治
特雷加朗泰克所属的省级选区为莱斯讷旺县。

## 交通
菲尼斯泰尔省省道D32线经过北部。

## 人口

1962-2008年间特雷加朗泰克人口变化图示

特雷加朗泰克于2022年1月1日时的人口数量为628人。